# 函館稜北病院
函館陵北病院（はこだてりょうほくびょういん）は、医療法人社団道南勤労者医療協会が北海道函館市中道に設置する病院。

## 概要
1980年11月、前身である稜北診療所が現在地に開設。2018年度の1日平均外来患者数は92.4、1日平均乳人患者数は100.2。公益財団法人日本医療機能評価機構認定病院で、病院評価結果は3rdG:Ver.1.1(2回目、2018年2月2日認定、2023年1月31日認定有効期限)。
全日本民主医療機関連合会（民医連）に加盟している。

## 診療科
- 内科[4]
- 呼吸器科(呼吸器内科)[4]
- 消化器科(消化器内科)[4]
- 循環器科(循環器内科)[4]
- 整形外科[4]
- リハビリテーション科[4]

## 医療機関の認定
(この節の出典)
- 保険医療機関
- 労災保険指定医療機関
- 身体障害者福祉法指定医の配置されている医療機関
- 生活保護法指定医療機関(中国残留邦人等の円滑な帰国の促進並びに永住帰国した中国残留邦人等及び特定配偶者の自立の支援に関する法律(平成6年法律第30号)に基づく指定医療機関を含む。)
- 結核指定医療機関
- 在宅療養支援病院
- 無料低額診療事業実施医療機関
- 原子爆弾被害者一般疾病医療取扱医療機関
- 公害医療機関

## 差額ベッド代について
病院の理念により、差額ベッド料（個室料）を徴収していない。

## 交通アクセス
- 函館バス「神山通」停留所下車、徒歩3分
- JR函館本線・道南いさびり鉄道「五稜郭駅」から車で20分
- JR函館本線「函館駅」から車で30分